# Битва при Дамуре
Битва при Дамуре (5–9 июля 1941 года) была последней крупной операцией Австралии во время Сирийско-Ливанской операции.

## Ход сражения
5 июля 1941 года войска 21-й бригады заняли позиции для переправы через реку Дамур в двух местах, с этого момента началась операция.
Ранним утром 6 июля австралийцы атаковали позиции Виши с северной стороны. 2-й батальон 16-го полка атаковал Эль-Атику. 2 батальон 27-го полка атаковал Эль-Бум. К ночи австралийцы заняли позиции.
Рано утром 7 июля 2/3-й батальон и 2/5-й батальон вместе с двумя ротами 2/14-го батальона начали движение на север через Эль-Бум. Войска обошли Дамур с востока. В Дарайе роты 2/14-го батальона повернули на запад, что бы наступать на Дамур с востока. Тем временем, 2/3-й батальон и 2/5-й батальон продолжили наступление на север, что бы перерезать дорогу ведущую на Бейрут.
8 июля австралийцы перерезали дорогу. Остальные части продолжали движение, в ходе которого окружили войска противника. Однако, оставшиеся солдаты Виши смогли выйти из окружения, покинув Дамур. Австралийцы начали быстрое наступление по прибрежной дороге в направлении Бейрута.

## Последствия
Битва оказала решающее значение в Сирийско-Леванской операции. 8 июля генерал режима Виши Анри Денц запросил перемирие. 12 июля официально началось прекращение огня.